# Nadija Ussenko
Nadija Oleksijiwna Ussenko (ukrainisch Надія Олексіївна Усенко; * 29. Januar 2000 in Kiew) ist eine ukrainische Squashspielerin.

## Karriere
Nadija Ussenko spielte 2015 erstmals auf der PSA World Tour. Ihre höchste Platzierung in der Weltrangliste erreichte sie mit Rang 76 im Januar 2016. Mit der ukrainischen Nationalmannschaft nahm sie 2014 erstmals an den Europameisterschaften teil und gehörte auch 2018 und 2019 zum EM-Kader. Sie vertrat die Ukraine bei den Europameisterschaften im Einzel 2014, 2015 und 2016 und erreichte dabei 2015 und 2016 jeweils die zweite Runde, in der sie beide Male gegen Sina Wall ausschied. 2017 startete sie bei den World Games und unterlag in der ersten Runde Fiona Moverley.
Zwischen 2015 und 2021 wurde sie viermal ukrainische Landesmeisterin. Seit 2018 studiert Ussenko Sprachwissenschaften am Trinity College, für das sie auch im College Squash aktiv ist.

## Erfolge
- Ukrainische Meisterin: 4 Titel (2015, 2016, 2018, 2021)